# Saint-Jean-sur-Richelieu
Saint-Jean-sur-Richelieu [sɛ̃ ʒɑ̃ syʁ ʁiʃljø] är en stad (kommun av typen ville) och tätort (centre de population) i Québec i Kanada. Den tillhör sekundärkommunen (municipalité régionale de comté) Le Haut-Richelieu och regionen Montérégie. Kommunen hade 97 873 invånare vid folkräkningen 2021, tätorten 88 083. Stadens centrum ligger på Richelieuflodens västra strand, förstaden Iberville på den östra stranden.

## Historia

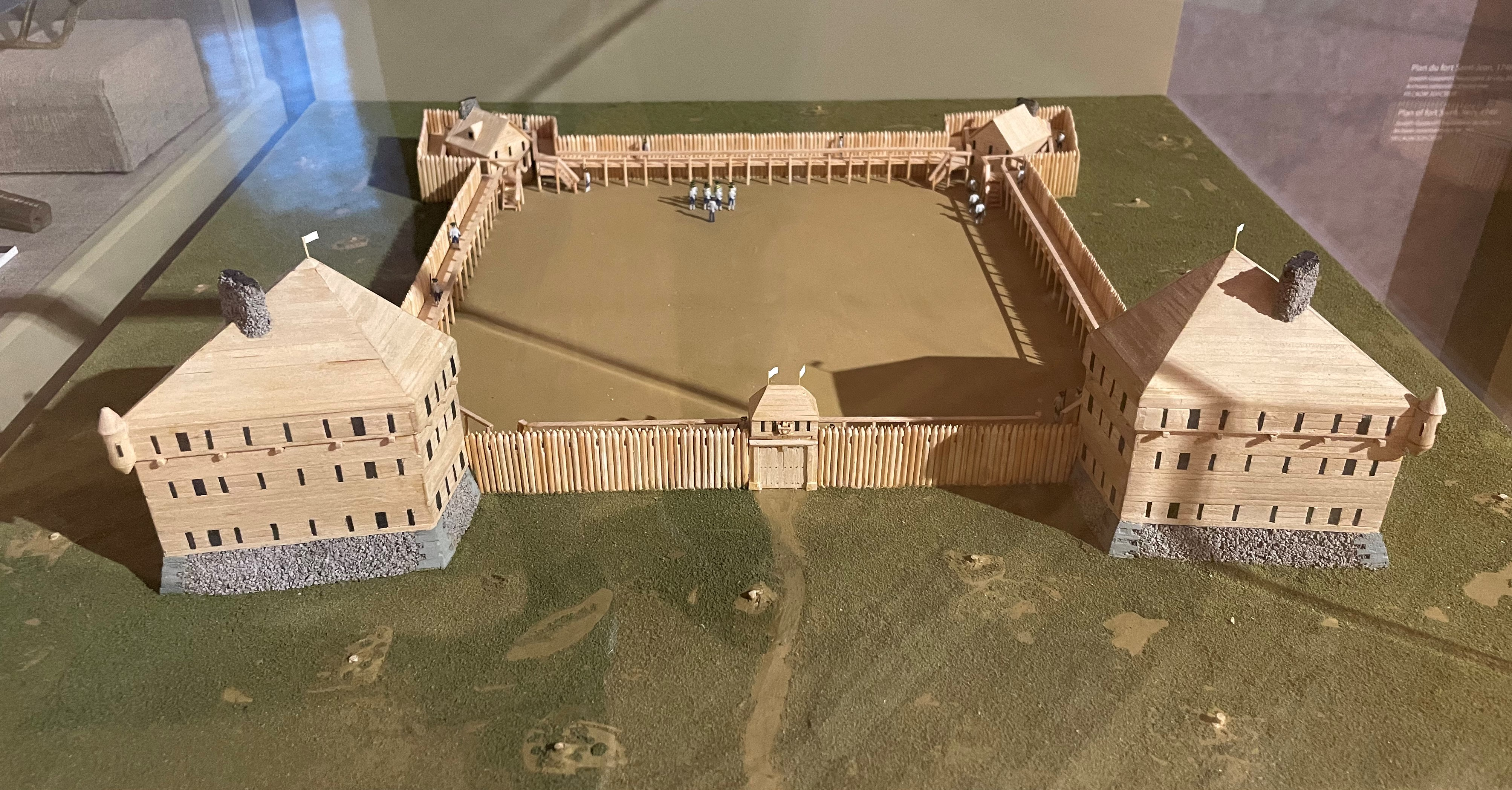
Fort Saint-Jean på 1750-talet.

Stadens historia sträcker sig tillbaka till 1666, då Fort Saint-Jean byggdes för att skydda Nya Frankrike och särskilt Montréal. Saint-Jean är än idag en militärstad, med militärhögskolan Collège militaire royal de Saint-Jean/Royal Military College Saint-Jean och en garnison för Kanadas militär. Fortet och församlingen som grundades följande år fick namn efter aposteln Johannes och efter floden.
1836 invigdes Kanadas första järnväg mellan Saint-Jean och La Prairie utanför Montréal. Chamblykanalen, som möjliggjorde fartygstrafik på Richelieufloden, öppnades 1843. De förbättrade kommunikationerna gjorde att Saint-Jean blev en viktig inlandshamn, av betydelse för handeln med USA. Staden industrialiserades under 1800-talet och har bibehållit sin position som fabriksstad.
Saint-Jean-sur-Richelieus kommun fick sin nuvarande utsträckning 2001, då kommunerna Saint-Jean-sur-Richelieu, Iberville, Saint-Luc, L'Acadie och Saint-Athanase kom överens om att gå samman, de första månaderna under namnet Saint-Jean–Iberville.

## Artikelursprung
Den här artikeln är helt eller delvis baserad på material från franskspråkiga Wikipedia.